# パルス・チェイス分析

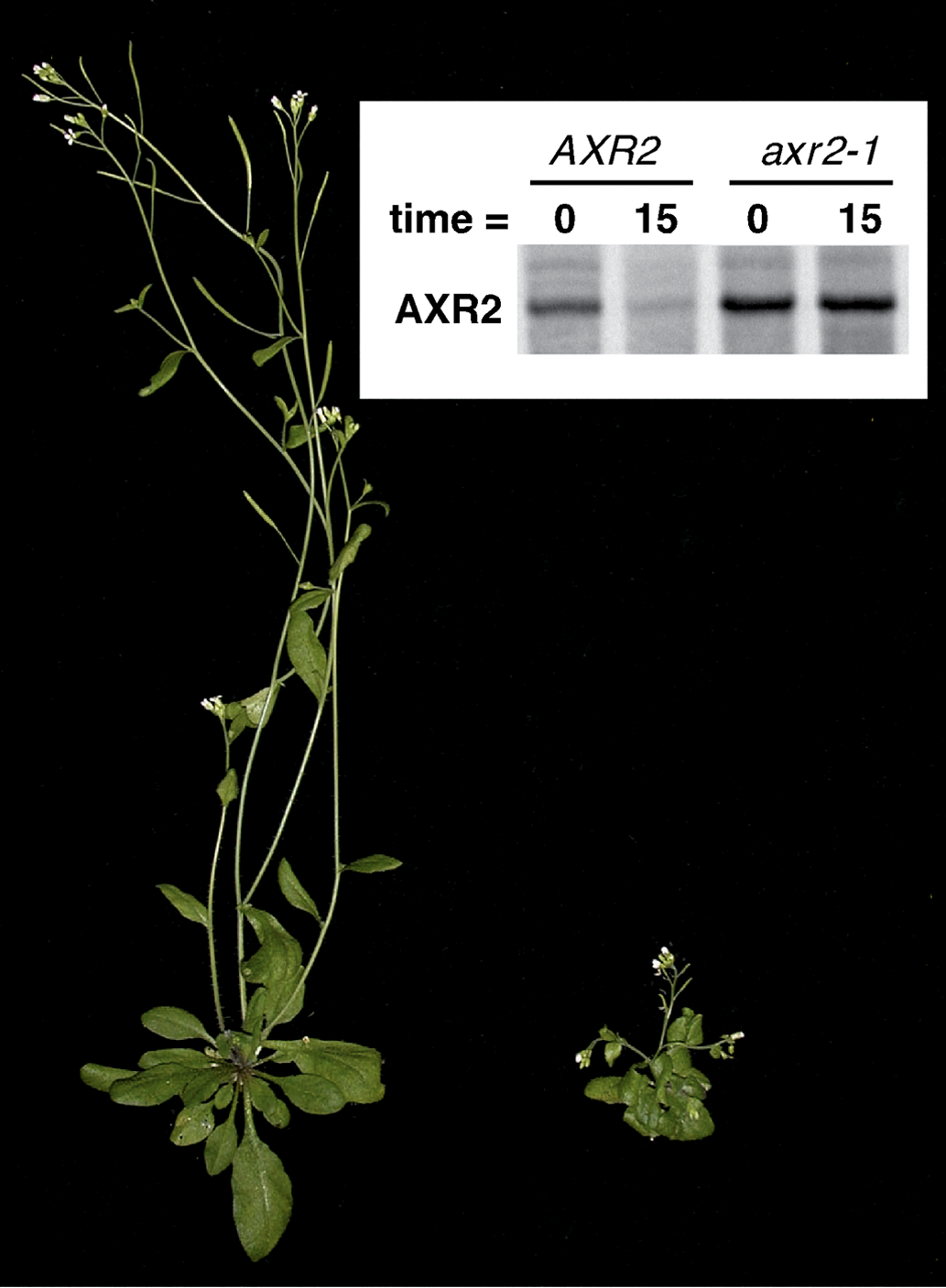
シロイヌナズナ野生型およびaxr2-1変異体におけるオーキシンシグナル伝達のパルスチェイス分析。野生型およびaxr2-1の実生を35S-メチオニンで標識し、AXR2 / axr2-1タンパク質を標識期間の直後（t = 0）または非標識メチオニンで15分間追跡した後（t = 15）に免疫沈降させた図。

生化学や分子生物学において、パルス・チェイス分析とは、細胞に標識された化合物を連続して与えた後（パルス）、同じ化合物を非標識の形で与えて（チェイス）、時間の経過とともに起こる細胞のプロセスを調べる方法である 。

## 機構
選択された細胞または細胞群は、まず、研究対象の分子またはシステムに組み込まれる予定の標識化合物（パルス）にさらされる（「パルス標識」も参照）。その後、その化合物は代謝経路を経て、研究対象となる製品の合成に使用される。例えば、放射性物質で標識されたロイシン（3H-ロイシン）を膵臓のβ細胞群に供給すると、β細胞はこのアミノ酸を使ってインスリンを合成することができる。
標識された化合物を導入した直後（通常は約5分だが、実際に必要な時間は研究対象によって異なる）に、同じ物質だが標識されていない物質（チェイス）を過剰に環境中に導入する。前述の例では、インスリンの産生は継続されるが、パルス段階で導入された放射性ロイシンはもはや含まれておらず、放射性物質の検出方法では見ることができない。しかし、パルス期に産生された標識インスリンの細胞内での動きを追跡することはできる 。

## 用途
この方法は、特定の細胞の活性を長期間にわたって測定するのに有効であり、プロテインキナーゼC、ユビキチン、その他多くのタンパク質の研究に使用されている。この方法は、岡崎フラグメントの存在と機能を証明するためにも使われた。ジョージ・パラーデは、放射性アミノ酸のパルスチェイスを用いて、分泌経路を解明した  。